# Palacio del Conde de las Navas
El palacio del Conde de las Navas es un palacete sito en el número 15 de la calle Beatas del centro histórico de la ciudad española de Málaga, sede del Museo Interactivo de la Música de Málaga (MIMMA).

## Historia
Construido alrededor de 1770, constituye un clásico ejemplo de la arquitectura barroca malagueña. Destacan algunos elementos arquitectónicos como el dintel de la entrada, las rejas de las ventanas y un arco de medio punto en el zaguán, que se apoya en columnas toscanas.
Este edificio perteneció al malagueño Juan Gualberto López-Valdemoro de Quesada, Conde de las Navas y académico de número de la Real Academia Española,  que en 1893 fue nombrado bibliotecario mayor del rey Alfonso XIII.
En el año 2010, el Ayuntamiento de Málaga acordó la adquisición de este edificio. Pese a haber sido proyectado inicialmente en esta parcela la construcción de un hotel, la adquisición por parte del ayuntamiento contemplaría su rehabilitación con la finalidad de ubicar en su interior el Museo Interactivo de la Música de Málaga (MIMMA) debido a la falta de espacio en su anterior ubicación bajo la Plaza de la Marina.
La rehabilitación del inmueble puso en valor restos arqueológicos de murallas de origen romano y árabe halladas en el subsuelo del edificio.